# تيم بورغس (مغني)
تيم بورغس (بالإنجليزية: Tim Burgess)‏ هو مغني وكاتب أغاني بريطاني، ولد في 30 مايو 1967 في سالفورد في المملكة المتحدة.

## وصلات خارجية
- تيم بورغس على موقع ميوزك برينز (الإنجليزية)
- تيم بورغس على موقع أول ميوزيك (الإنجليزية)
- تيم بورغس على موقع ديسكوغز (الإنجليزية)